# Massiccio Dufek
Il Massiccio Dufek (in lingua inglese: Dufek Massif) è un aspro massiccio montuoso antartico, in gran parte coperto di neve, che si estende per 50 km a ovest del Forrestal Range, nella parte settentrionale dei Monti Pensacola in Antartide. 
Il massiccio è stato scoperto e fotografato il 13 gennaio 1956 nel corso di un volo transcontinentale nonstop dai membri dell'Operazione Deep Freeze I  della U.S. Navy in volo dal Canale McMurdo al Mar di Weddel e ritorno. L'intera catena dei Monti Pensacola è stata mappata dettagliatamente nel 1967-68 dall'United States Geological Survey (USGS) sulla base di rilevazioni e foto aeree scattate dalla U.S. Navy nel periodo 1956-67 utilizzando anche le tecniche di aerofotogrammetria con l'uso di tre fotocamere aviotrasportate.
La denominazione del massiccio è stata assegnata dall'Advisory Committee on Antarctic Names (US-ACAN) in onore del retroammiraglio George J. Dufek, della U.S. Navy, a capo della Task Force 43 durante l'intera operazione.
Il massiccio Dufek si estende su di un'area di 11.668 km2 e la sua vetta più elevata è l'England Peak, alto 2.150 m. Tra gli elementi di interesse geografico è da segnalare il Kelley Spur, uno sperone roccioso situato 4 km a est dello Spear Spur, nel versante meridionale del massiccio.

## Elementi di interessi geografico
Gli elementi di interesse geografico includono:

### Boyd Escarpment
- Bennett Spur
- Cox Nunatak
- Rankine Rock

### Altri elementi
- Alley Spur
- Aughenbaugh Peak
- Brown Nunataks
- Cairn Ridge
- Carlson Buttress
- Clemons Spur
- Clinton Spur
- Czamanske Ridge
- Davis Valley
- Edge Glacier
- Enchanted Valley
- England Peak
- Ford Ice Piedmont
- Forlidas Pond
- Forlidas Ridge
- Foundation Ice Stream
- Frost Spur
- Hannah Peak
- Jaburg Glacier
- Jaeger Table
- Kelley Spur
- Kistler Valley
- Lewis Spur
- Neuburg Peak
- Nutt Bluff
- Petite Rocks
- Preslik Spur
- Pyroxenite Promontory
- Rautio Nunatak
- Sallee Snowfield
- Sapp Rocks
- Spear Spur
- The Organ Pipes
- Tranquillity Valley
- Walker Peak
- Welcome Pass
- Worcester Summit
- Wujek Ridge